# Gertles
Gertles war eine mittelalterliche Siedlung zwischen Henfstädt, Marisfeld und Oberstadt im Landkreis Hildburghausen in Thüringen. 
Das sagenumwobene Dorf Gertles lag einst in der Grafschaft Henneberg. Die Gemeindeflur gelangte bei der Teilung der Henneberger Grafschaft an das Amt Themar im Herzogtum Sachsen-Römhild.